# Калвертон (Меріленд)
Калвертон (англ. Calverton) — переписна місцевість (CDP) в США, в округах Монтгомері і Графство принца Георга штату Меріленд. Населення — 17 316 осіб (2020).

## Географія
Калвертон розташований за координатами 39°3′33″ пн. ш. 76°57′2″ зх. д. / 39.05917° пн. ш. 76.95056° зх. д. (39.059028, -76.950440).  За даними Бюро перепису населення США в 2010 році переписна місцевість мала площу 11,97 км², з яких 11,91 км² — суходіл та 0,05 км² — водойми.

## Демографія
Згідно з переписом 2010 року, у переписній місцевості мешкали 17 724 особи в 6984 домогосподарствах у складі 4205 родин. Густота населення становила 1481 особа/км².  Було 7358 помешкань (615/км²).
Расовий склад населення:
| - 37,5 % — чорних або афроамериканців - 36,2 % — білих - 15,8 % — азіатів - 0,4 % — корінних американців - 0,1 % — вихідців з тихоокеанських островів - 6,3 % — осіб інших рас |

До двох чи більше рас належало 3,8 %. Частка іспаномовних становила 14,0 % від усіх жителів.
За віковим діапазоном населення розподілялося таким чином: 21,2 % — особи молодші 18 років, 56,1 % — особи у віці 18—64 років, 22,7 % — особи у віці 65 років та старші. Медіана віку мешканця становила 42,7 року. На 100 осіб жіночої статі у переписній місцевості припадало 84,5 чоловіків;  на 100 жінок у віці від 18 років та старших — 80,1 чоловіків також старших 18 років.
Середній дохід на одне домашнє господарство  становив 95 214 долари США (медіана — 75 208), а середній дохід на одну сім'ю — 109 425 доларів (медіана — 84 772). Медіана доходів становила 55 853 долари для чоловіків та 50 584 долари для жінок. За межею бідності перебувало 5,7 % осіб, у тому числі 5,9 % дітей у віці до 18 років та 10,8 % осіб у віці 65 років та старших.
Цивільне працевлаштоване населення становило 8746 осіб. Основні галузі зайнятості: освіта, охорона здоров'я та соціальна допомога — 24,8 %, науковці, спеціалісти, менеджери — 18,7 %, публічна адміністрація — 11,7 %, роздрібна торгівля — 7,9 %.